# Liudvikas Povilonis
Liudvikas Povilonis (* 7. September 1910 in Šilgaliai, Bezirk Panevėžys, Gouvernement Kowno; † 9. August 1990 in Kaunas, Litauen) war römisch-katholischer Erzbischof und Apostolischer Administrator in Panevėžys.

## Leben
Liudvikas Povilonis studierte von 1930 bis 1934 Theologie und Kirchenrecht an der Vytautas-Magnus-Universität Kaunas und arbeitete danach als Lehrer am Marianergymnasium Marijampolė. Von 1931 bis 1940 war er Redakteur von „Šaltinėlis“. Am 29. Juni 1934 wurde er zum Priester geweiht. Von 1960 bis 1966 war er im Gefängnis in Pravieniškės und in Vilnius. Am 7. November 1969 wurde er zum Titularbischof von Arcavica ernannt, zum Weihbischof in Telšiai bestellt und am 21. Dezember 1969 durch Juozas Matulaitis-Labukas zum Bischof geweiht, ab 1984 war er Erzbischof. Von 1969 bis 1973 war er Weihbischof im Bistum Telšiai, von 1979 bis 1988 Administrator von Kaunas und Vilkaviškis und von 1983 bis 1984 Administrator im Bistum Panevėžys.